# The Hart Foundation
La Hart Foundation è stata una stable di wrestling attiva nella World Wrestling Federation tra gli anni ottanta e novanta.
Il manager di wrestling "The Mouth of the South" Jimmy Hart ha utilizzato il nome Hart Foundation per indicare la stable di wrestler da lui guidata prima del suo arrivo nella WWF e nei suoi primi anni nella federazione di Vince McMahon. In seguito il nome è stato associato al tag team composto da Bret "The Hitman" Hart e Jim "The Anvil" Neidhart, di cui Jimmy Hart è stato manager per un certo periodo; il duo era già parte della stable originale.
Molti dei wrestler coinvolti nelle varie apparizioni della Hart Foundation provenivano dalla Calgary Stampede, la federazione di Stu Hart. Con l'eccezione di Brian Pillman e Jimmy Hart, ogni membro della stable era imparentato: Bret ed Owen erano fratelli, Neidhart era sposato con una delle loro sorelle, Ellie, e lo stesso Smith era sposato con un'altra sorella, Diana.
Bret Hart e Jimmy Hart (la Hart Foundation originale) sono gli unici membri del gruppo ancora in vita: Brian Pillman morì per problemi cardiaci nel 1997; Owen Hart morì in un incidente occorso a Over the Edge 1999 mentre stava entrando sul ring calandosi dal tetto; Davey Boy Smith morì di infarto nel 2002 e Jim Neidhart morì nel 2018 a causa di una caduta.

## Storia

### Hart Foundation
Il tag team della Hart Foundation mosse i suoi primi passi quando Jim Neidhart si alleò a Bret Hart (suo futuro cognato) per dar vita ad un tag team di stampo heel. Il nome fu scelto poiché sia i wrestler che il loro manager avevano la parola Hart nel loro cognome.
Stando a quanto dichiarato da Bret Hart, il tag team nacque quando Bret rifiutò di impersonare la gimmick del cowboy che gli era stata assegnata dai booker, dicendo al management della WWF che avrebbe preferito essere inserito in un tag team con Jim Neidhart. La prima risposta fu negativa poiché Bret non era reputato adatto al ruolo di heel; qualche mese dopo, quando Bret aveva ormai perso le speranze, gli fu concesso quanto chiesto: divenne heel e venne affiancato a Neidhart, sotto l'egida di Jimmy Hart, dando ufficialmente vita al tag team della Hart Foundation.
La Hart Foundation è considerata uno dei migliori tag team degli anni ottanta. Ciò che ha permesso alla Hart Foundation di porsi una spanna sopra la stragrande maggioranza delle altre coppie fu il mix tra gli stili di wrestling dei due lottatori: Neidhart era un vero e proprio brawler, il quale basava tutto sulla potenza, mentre Hart, più agile e tecnico, imparò ad utilizzare la "ring psychology" per trarre vantaggio. Grazie alle loro capacità il duo conquistò il WWF World Tag Team Championship in due occasioni.

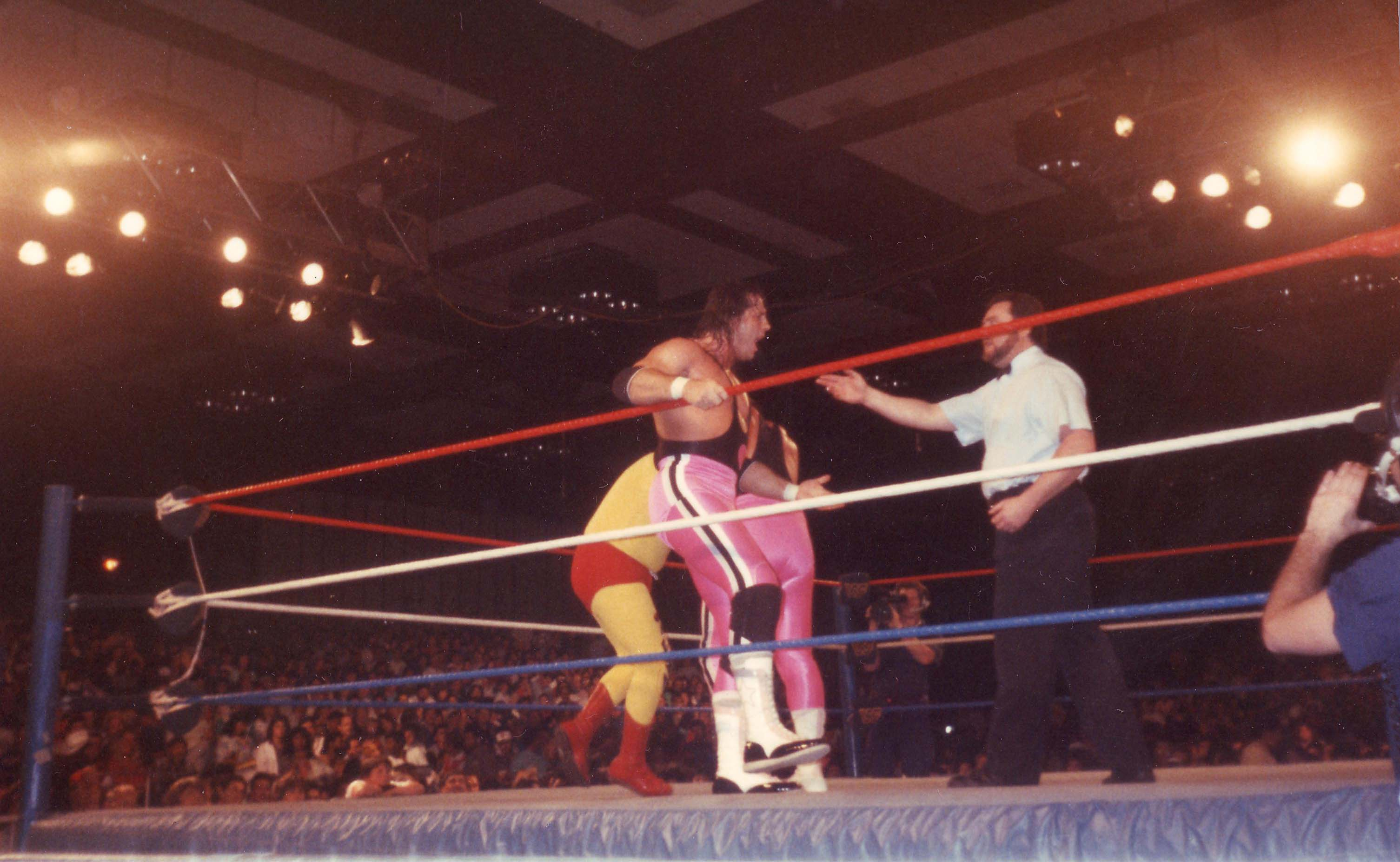
The Hart Foundation vs. The Bolsheviks

La Hart Foundation prese parte ad alcuni dei migliori match di wrestling di tutti i tempi e furono sempre inseriti in feud di una certa caratura. Le principali rivalità furono quelle con i Killer Bees ed i Rougeau Brothers. Tuttavia la rivalità più importante fu quella che vide la Hart Foundation scontrarsi con i British Bulldogs, dando vita ad un feud da sempre indicato come uno dei più importanti nella storia del wrestling e che è servito a rendere Hart, Neidhart, Davey Boy Smith e Dynamite Kid delle vere e proprie leggende del ring.
Il primo World Tag Team Championship vinto dagli Hart fu conquistato proprio a spese dei British Bulldogs, il 26 gennaio del 1987 a Tampa. A WrestleMania III la Hart Foundation e "Dangerous" Danny Davis (arbitro di wrestling che, secondo la kayfabe, aiutò a vincere il titolo agli Hart) affrontarono in un match tre contro tre i British Bulldogs Tito Santana, vincendo l'incontro. Il duo canadese perse il titolo il 27 ottobre dello stesso anno contro la Strike Force, tag team composto da Rick Martel e Tito Santana.
Poco tempo dopo, Jimmy Hart mise sotto contratto i rivali della Hart Foundation, i Rougeau Brothers, e chiese a Bret Hart il 25% del suo stipendio (kayfabe); la Hart Foundation ovviamente non accettò e passò face.
Dopo aver mollato Jimmy Hart e aver perso il loro titoli, la Hart Foundation ricevette un push molto importante, riuscendo a conquistare i favori dei fans. Iniziarono a rilasciare interviste di una certa consistenza, senza tuttavia rinunciare ad essere ilari e continuarono a dar vita a memorabili tag team match. A questo periodo risalgono i feud contro i The Rockers, i Demolition ed i Legion of Doom. La Hart Foundation detiene tuttora un record nell'ambito di WrestleMania: il duo è riuscito a sconfiggere i The Bolsheviks (Nikolai Volkoff e Boris Zhukov) in soli 17 secondi nel corso del match svoltosi a WrestleMania VI nel 1990.
Pochi mesi dopo, a SummerSlam 1990 la Hart Foundation affrontò i World Tag Team Champions Demolition in un 2 Out of 3 falls match; gli Hart riuscirono a vincere il match grazie anche all'aiuto dei Legion of Doom i quali si occuparono di bloccare il terzo membro dei Demolition, ossia Ax, nascosto sotto al ring e pronto a sostituire uno dei due impegnati nel match quando questo si fosse stancato. 
Ad Ottobre di quell'anno persero il titolo contro i Rockers con la stessa stipulazione con cui Bret e Jim erano diventati campioni di coppia. The Anvil era stato licenziato per controversie contrattuali, quindi lui ed Hitman dovevano cedere le cinture. Ma alcuni giorni dopo si trovò l'accordo economico tra le due parti e la federazione, riconsegnò i titoli di coppia alla Hart Foundation. Ai Rockers dunque non venne mai convalidato il cambio dei titoli, ne tantomeno il match mandato in onda.
Il loro secondo regno, ufficiale da Tag Team Champions durò quindi  fino a WrestleMania VII quando vennero sconfitti dai nuovi clienti di Jimmy Hart, i Nasty Boys; fu Brian Knobbs a portare a casa la vittoria, colpendo Neidhart con l'elmetto di Jimmy Hart.
La Hart Foundation si sciolse dopo WrestleMania VII, senza dar vita a clamorose storyline come di solito accade quando un tag team si divide; la WWF comprese le grandi potenzialità di Bret e decise di puntare forte su di lui. Anni dopo, Bret conquisterà il WWF Intercontinental Championship ed il WWF Championship, diventando inoltre protagonista involontario dello Screwjob di Montreal.

### New Foundation
Con Bret Hart lanciatissimo ad alti livelli come lottatore singolo, Jim Neidhart ci prova per un po anche egli ma ebbe scarso esito e fondò un tag team con Owen Hart, fratello minore di Bret, chiamato New Foundation. La coppia ebbe vita breve, a causa del troppo peso derivato dal paragone con la più gloriosa Hart Foundation. Parteciperanno solo ad un pay per view, la Royal Rumble del 1992, vincendo il match inaugurale contro gli Orient Express. Ebbero faide contro Nasty Boys e Beverly Brothers, perdendo gli incontri. Neidhart venne poi licenziato, per ritornare due anni più tardi a collaborare sempre con Owen Hart, stavolta da heel, e senza un nome unico da tag team,contro Bret Hart, campione WWF. I due disputeranno anche match in coppia, contro di lui e British Bulldog, e più in la contro gli Headshrinkers, perdendo contro questi ultimi per squalifica.
Jim venne licenziato ancora una volta per la scarsa condizione fisica che aveva sul ring, perdendo l'opportunità di ridiventare campione di coppia insieme ad Owen a WrestleMania XI, come stabilito dalla federazione.

### New Hart Foundation
La Hart Foundation venne riformata subito dopo WrestleMania 13, nel 1997, stavolta come una stable. Il gruppo nacque in seguito a ciò che accadde nel corso del match tra Hart e Steve Austin di WrestleMania. I fan, nel corso del match, smisero di sostenere Bret ed iniziarono a tifare per Steve Austin, il ribelle antieroe che diceva parolacce e faceva tutto quello che voleva, quando voleva. Bret Hart rispose ai fan riunendo la stable con il nome New Hart Foundation; al suo fianco vi furono Jim Neidhart, Owen Hart, The British Bulldog e Brian Pillman. La stable era chiaramente in contrasto con gli Stati Uniti (kayfabe), denigrando la nazione, i suoi cittadini ed i suoi valori, in favore del Canada e dell'Europa (dove erano idolatrati). La New Hart Foundation portava solitamente con sé la Bandiera canadese e la Union Jack.
Uno dei momenti più importanti della storia della New Hart Foundation fu il 10-man tag team match svoltosi a Calgary il 6 luglio nel corso di In Your House: Canadian Stampede. Nel corso del match, la Hart Foundation affrontò il team di Steve Austin, Road Warriors, Ken Shamrock e Goldust. Owen Hart schienò Steve Austin e la intera famiglia Hart salì sul ring per festeggiare.
La stable raccolse un grande successo e conquistò parecchi titoli della WWF, tra cui il WWF Championship, il WWF Intercontinental Championship, il WWF World Tag Team Championship ed il WWF European Championship.
La New Hart Foundation fu sciolta nel 1997. Pillman morì a causa di un problema al cuore mai diagnosticato il 5 ottobre. Al pay-per-view successivo, Survivor Series, Bret (che stava per lasciare la WWF per passare alla World Championship Wrestling) perse il WWF Championship nel famoso Screwjob di Montréal. Sia Neidhart che Smith abbandonarono la federazione, mentre Owen restò perché temeva che sarebbe stato citato in giudizio per rottura di contratto se fosse andato via.

### Hart Foundation 2.0
Dopo essersi esibiti tra il 2003 e il 2005 nella Ring of Honor come "Next Generation Hart Foundation", nel 2007 Teddy Hart e Jack Evans formarono il tag team denominato Hart Foundation 2.0, nella federazione messicana AAA. All'evento Guerra de Titanes, persero un four-way extreme dance match per il titolo AAA World Tag Team Championship che includeva i campioni in carica Crazy Boy & Joe Lider, Charly Manson & Chessman, Extreme Tiger & Halloween.

### Next Generation Hart Foundation
Il nome era stato originariamente utilizzato da Teddy Hart e Jack Evans tra il 2003 e il 2005 nella Ring of Honor.
Nel 2007 la WWE lanciò la propria federazione per lo sviluppo dei futuri talenti, la Florida Championship Wrestling. David Hart Smith, Nattie Neidhart e Teddy Hart furono spostati nel nuovo territorio di sviluppo, dove si allearono tra di loro e formarono la stable Next/New Generation Hart Foundation (conosciuta anche solo come New Hart Foundation) e furono in seguito raggiunti da TJ Wilson e Ted DiBiase Jr. Allo show di debutto nella FCW il 26 giugno, Smith vinse una 21-man battle royal diventando il primo Southern Heavyweight Champion della federazione. Furono fatti dei piani per portare la stable nel roster principale della WWE, ma Teddy Hart fu licenziato in ottobre. Alla fine, DiBiase, Neidhart e Smith, dopo aver perso il Southern Heavyweight Championship, furono tutti trasportati nel main roster, anche se in show separati, DiBiase e Smith a Raw e Neidhart a SmackDown, ponendo di fatto fine alla Next Generation Hart Foundation. Dopo il passaggio a SmackDown, Smith tornò nella FCW (senza aver mai esordito nel roster blu) e riformò la stable con Wilson. Natalya Neidhart li aiutò a vincere il FCW Florida Tag Team Championship il 30 ottobre 2008, sconfiggendo Joe Hennig & Heath Slater. I due restarono campioni fino all'11 dicembre, prima di essere sconfitti da Johnny Curtis & Tyler Reks.

### The Hart Dynasty

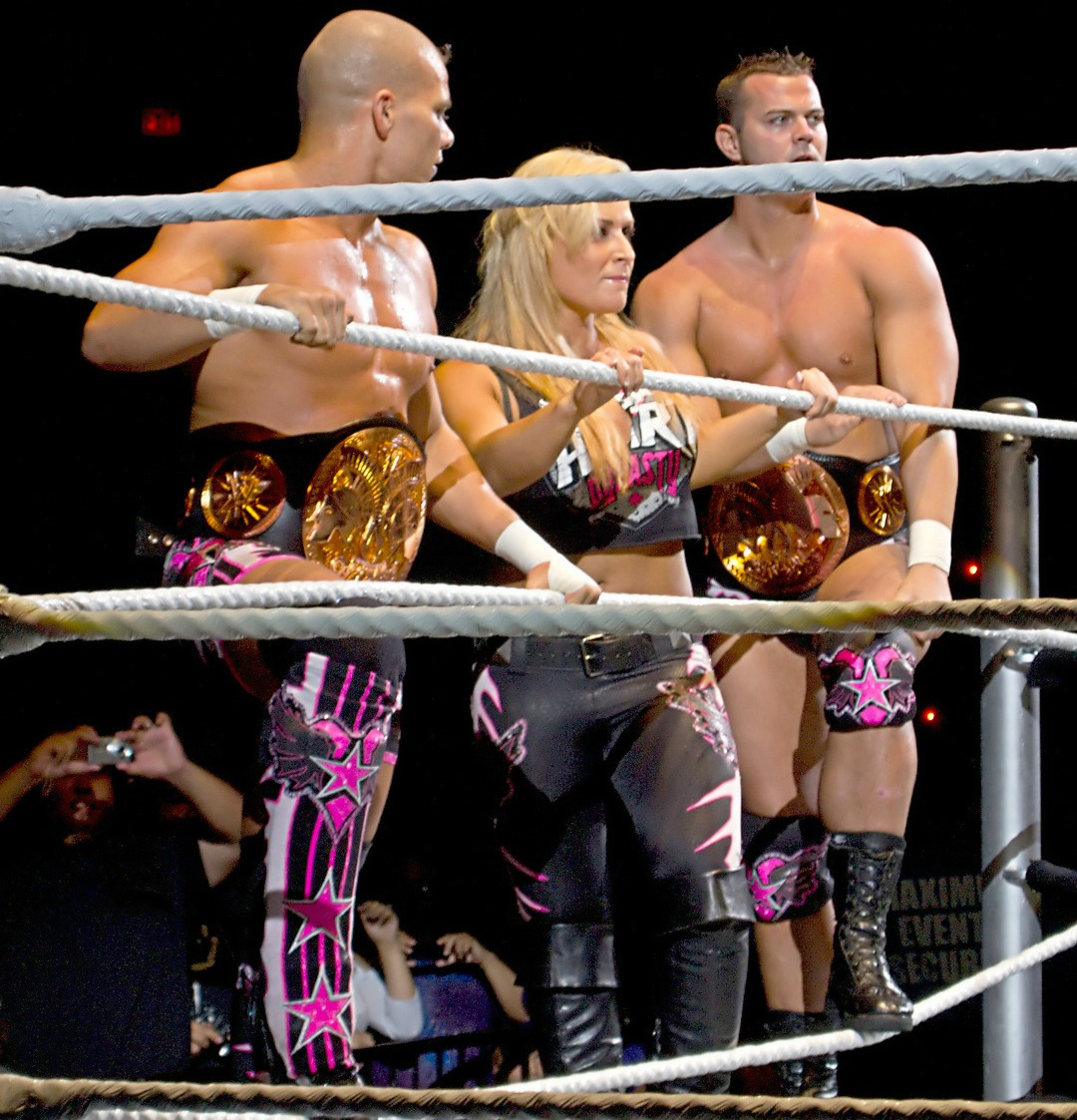
The Hart Dynasty

La stable Hart Dynasty apparve nella World Wrestling Entertainment dal 2008 al 2010. Era costituita dal tag team formato da Tyson Kidd & David Hart Smith con Natalya come manager e lottatrice. Spesso si univa a loro come manager Bret Hart, zio di David e Natalya, dopo il suo ritorno nella WWE nel 2010.

### New Era Hart Foundation
Nel 2018 un nuovo gruppo di nome New Era Hart Foundation si formò nella Major League Wrestling, costituito da Teddy Hart, Davey Boy Smith Jr. (Harry Smith) e Brian Pillman Jr.
Il 23 ottobre 2019 Teddy Hart annunciò su Twitter che Kenny "Gorilla Blanco" Lester era ora un membro ufficiale della nuova stable.

## Titoli e riconoscimenti

### The Hart Foundation
- Pro Wrestling Illustrated
  - 37º posto nella lista dei top 100 tag team nei PWI Years (2003)[12]
- World Wrestling Federation/WWE
  - WWF Tag Team Championship (2)[13]
  - WWE Hall of Fame (Classe del 2019)

### The New Foundation
- World Wrestling Federation
  - King of the Ring (1994) – Owen Hart
- Memphis Championship Wrestling
  - MCW Southern Tag Team Championship (1) – The Blue Meanie & Jim Neidhart

### The Hart Foundation (1997)
- World Wrestling Federation
  - WWF Championship (1)[14] – Bret Hart
  - WWF European Championship (1) – The British Bulldog
  - WWF Intercontinental Championship (2)[15] – Owen Hart
  - WWF Tag Team Championship (1)[13] – Owen Hart & The British Bulldog
- Wrestling Observer Newsletter
  - Feud of the Year (1997) The Hart Foundation vs. Steve Austin

### Hart Foundation 2.0
- Jersey All Pro Wrestling
  - JAPW Tag Team Championship (1) – Teddy Hart & Jack Evans

### Next Generation Hart Foundation
- Florida Championship Wrestling
  - FCW Southern Heavyweight Championship (2) – DH Smith (1), TJ Wilson (1)
  - FCW Florida Tag Team Championship (1) – DH Smith & TJ Wilson